# Schlotheimia serricalyx
Schlotheimia serricalyx är en bladmossart som beskrevs av C. Müller 1898. Schlotheimia serricalyx ingår i släktet Schlotheimia och familjen Orthotrichaceae. Inga underarter finns listade i Catalogue of Life.